# Шахта «Княгининська»
ДВАТ "Шахта «Княгининська». Входить до ДХК «Донбасантрацит». Знаходиться у м. Хрустальний Луганської області.
Здана в експлуатацію у 1953 р. після відбудови з виробн.ича потужністю 450 тис. т вугілля на рік. У 2001 р. середньодобовий видобуток склав 651 т при плановому 902 т. У 2003 р. видобуто 29 тис. т вугілля.
Максимальна глибина робіт 640 м. Протяжність підземних виробок 72/68 км (1990—1999).
Шахта надкатегорійна за виділенням газу метану. Відпрацьовується один вугільний пласти kн
7 потужністю 0,85 м і кутом падіння 3-8о. Кількість діючих очисних вибоїв 7/3, підготовчих 9/5 (1990—1999).
На очисних роботах використовуються струги СО-75 з конвеєром КСО-75М і індивідуальним кріпленням. Підготовчі роботи ведуться буропідривним способом.
Загальна кількість працюючих на шахті 2388/2040 чолю, з них підземних 1500/1754 (1990/1999).
Адреса: 94504, м. Хрустальний, Луганської обл.